# Aedes chaussieri
Aedes chaussieri är en tvåvingeart som beskrevs av Edwards 1923. Aedes chaussieri ingår i släktet Aedes och familjen stickmyggor. Inga underarter finns listade i Catalogue of Life.